# Бестиарий
Бестиарият (от лат. bestia — звяр, животно) е средновековен литературен жанр; представлява сборник с алегорични разкази за животни и има поучителен характер. В старобългарския вариант този тип литература се нарича Физиолог. Физиолог е название на знаещо лице (естественик), което разказва интересни истории (слова) за животните. От всеки разказ за навиците на някое животно се извлича поука за хората, които би следвало да постъпват (или да не постъпват) като животното.
Външни препратки
Сравнително изследване на средновековния южнославянски Физиолог. Дело на Ана Стойкова